# Gutierrezia mandonii
Gutierrezia mandonii là một loài thực vật có hoa trong họ Cúc. Loài này được (Sch.Bip.) Solbrig mô tả khoa học đầu tiên năm 1966.